# Opération Donnerkeil
Seconde Guerre mondiale
L'opération Donnerkeil est le nom de code de l'opération allemande de supériorité aérienne en soutien aérien à l'opération Cerberus de la Kriegsmarine. L'opération Cerberus consiste au repli en mer du Nord de trois gros bâtiments de la Kriegsmarine alors basés dans le port de Brest en Bretagne et ce en passant par le chemin le plus court, la Manche. Cela ne peut se faire sans la protection de la Luftwaffe.